# Monique Orphé

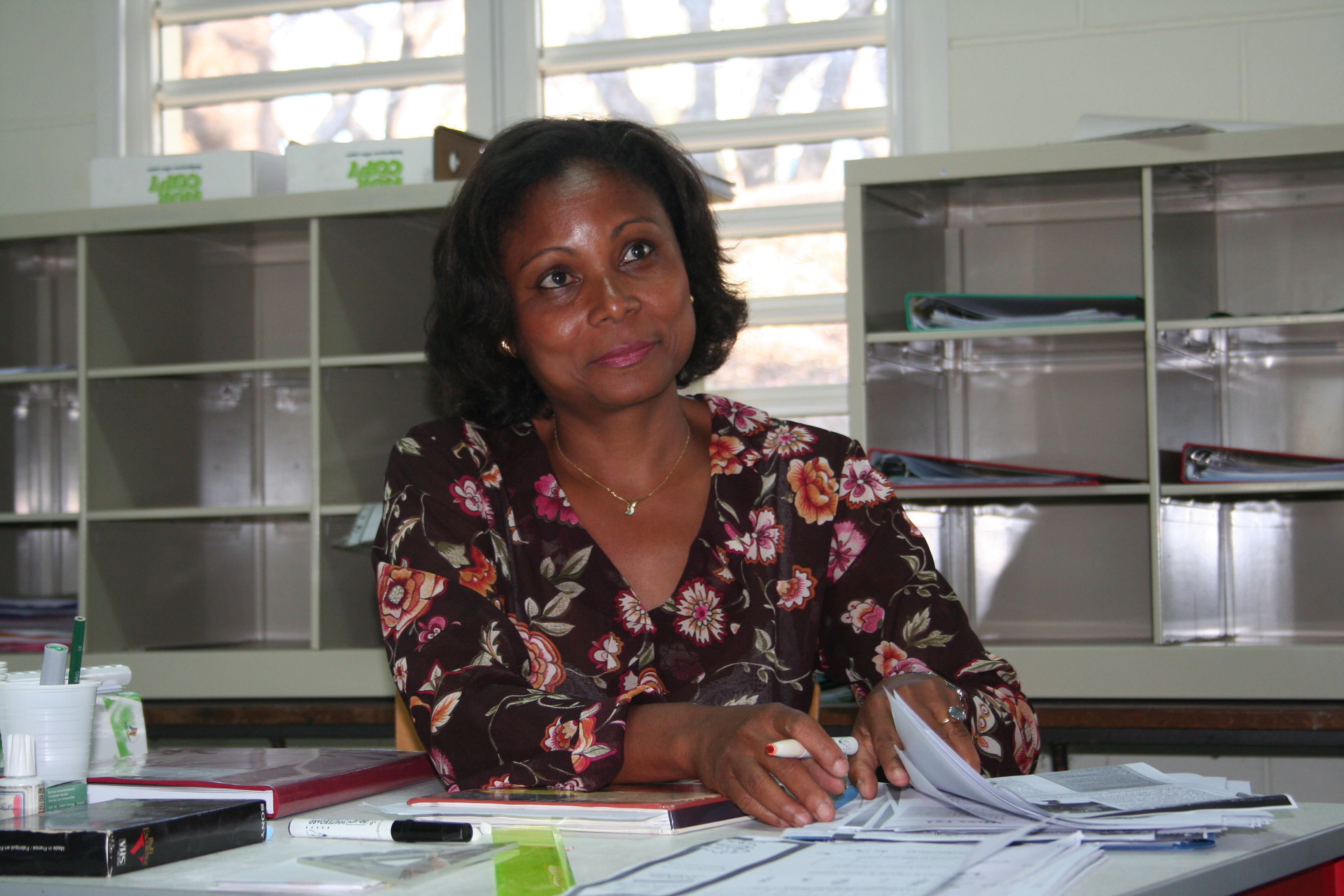
Monique Orphé (2006)

Monique Orphé (* 15. Oktober 1964 in Saint-Denis, Réunion) ist eine französische Politikerin der Parti socialiste.

## Leben
Orphé gelang im Juni 2012 der Einzug in die Französische Nationalversammlung.